# Cattedrale ortodossa di Santa Maria (Asmara)
La cattedrale ortodossa di Santa Maria (in amarico: እንዳ ማርያም, Enda Mariam) è la cattedrale della Chiesa ortodossa eritrea situata ad Asmara, capitale dell'Eritrea.
Situata in via Arbate Asmara, l'edificio di culto venne edificato durante il periodo coloniale italiano. La cattedrale è una dei tre più importanti edifici religiosi della città, insieme alla cattolica chiesa della Beata Vergine del Rosario e alla Grande moschea di Asmara.
Nel luglio 2017 la chiesa e il centro storico della città sono stati riconosciuti patrimonio mondiale dell'umanità dall'UNESCO, all'interno del sito denominato "Asmara: una città modernista dell'Africa".

## Storia

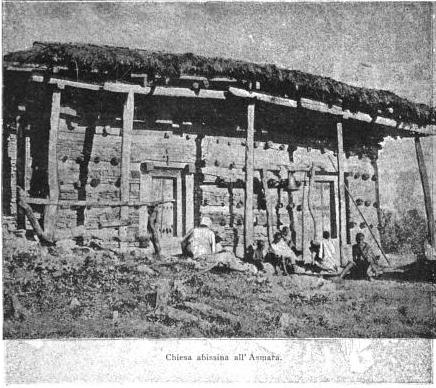
Chiesa abissina all'Asmara (1895)

La chiesa originaria era costituita da una semplice struttura in muratura a testa di scimmia (re'esa hebay), che culminava con una croce ortodossa. Nella relazione della commissione reale inviata dal governo italiano del 1891, Ferdinando Martini scrisse che la chiesa ortodossa di Asmara assomigliava più ad un fienile che non ad un edificio di culto. Risale al 1896 la prima fotografia della chiesa, lunga sette metri, con le tradizionali pareti a "testa di scimmia" e il tetto di paglia sostenuto da pali grezzi.
A causa dell'aumento della popolazione, si rese necessaria l'edificazione di una chiesa moderna, il cui progetto venne affidato nel 1920 all'architetto Ernesto Gallo. La nuova chiesa presentava due piccole torri laterali, con tetto ispirato alle tipiche capanne agdo, in cui conservare gli abiti e gli oggetti religiosi.
Il 27 settembre 1938 venne posata la prima pietra dell'attuale edificio in stile razionalista, caratterizzato da due imponenti torri laterali.

## Descrizione
La chiesa si presenta a pianta rettangolare in stile modernista-razionalista. La facciata, in mattoni rossi e pietra a strisce orizzontali alternate che richiamano il legno e la pietra tipici dell'architettura aksumita, è decorata da sette grandi mosaici colorati con figure di santi, sovrastati da altrettanti croci ortodosse.

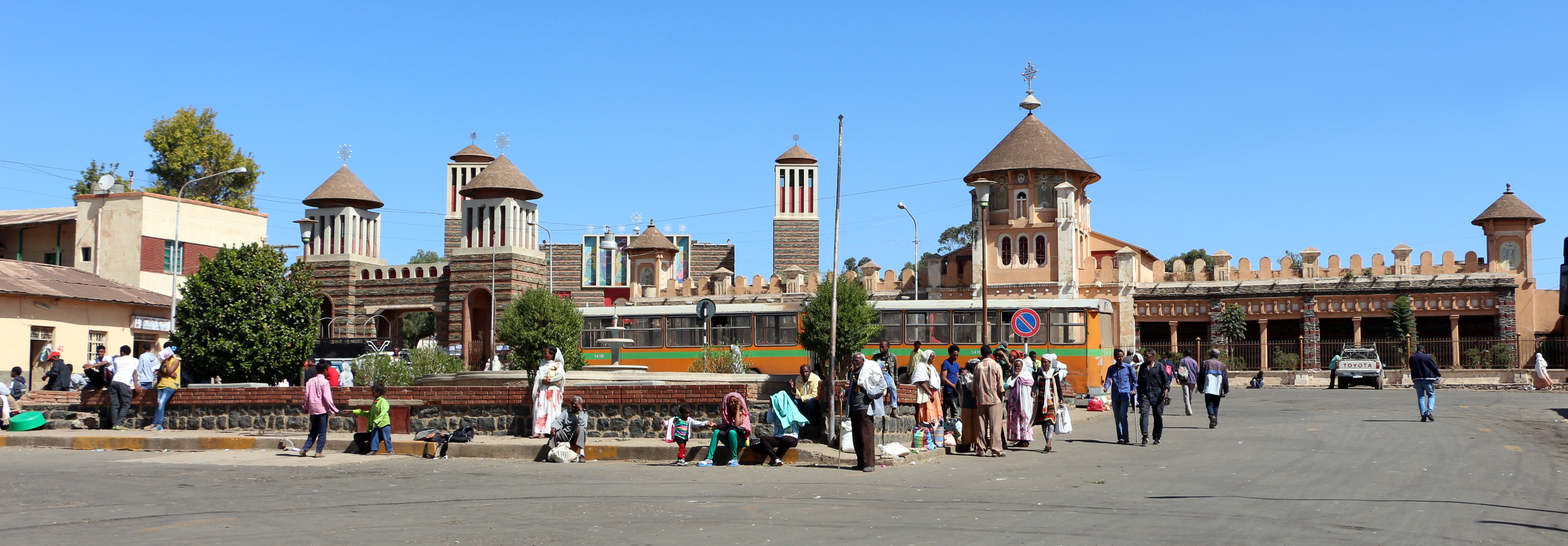
Il complesso ecclesiastico